# M/V Don Juan
M/V Don Juan är ett fartyg som är byggd för Walleniusrederierna. Den är 227,9 meter lång, 32,3 meter bred och har 11 meters djupgående. Don Juan är systerfartyg med Boheme, Don Qarlos, Don Pasquale, Don Quijote, Elektra, Manon, Mignon, Titus, Turandot och Undine.